# Osório Carvalho
Osório Carvalho (Carcavelos, 24 de julho de 1981) é um futebolista profissional angolano que atua como meia.

## Carreira
Osório Carvalho representou o elenco da Seleção Angolana de Futebol no Campeonato Africano das Nações de 2012.